# Lasse Emil Nielsen
Emil Nielsen (født 8. november 1993), er en dansk professionel fodboldspiller, der spiller som kantspiller/angriber i FC Roskilde.

## Karriere
Emil Nielsen, der er opvokset i Store Merløse, startede med at spille fodbold i den lokale fodboldklub i Store Merløse, MUK. Da talentet rakte til mere end niveauet i MUK røg han i ungdomsårene videre til Holbæk (HB&I) og Brøndby IF. Hans seniorkarriere tog for alvor fart, da han skiftede til FC Roskilde. Han spillede i den danske 2. divisionsklub FC Roskilde, og var i 2013/14 sæsonen med til at sikre oprykning til 1. division. Derefter skiftede Emil Nielsen til den norske tippeligaen, hvor han spillede for Rosenborg BK. Emil Nielsen blev kåret som årets profil i 1.Division i sæsonen 2018/2019.

### AGF
Den 31. august 2015 blev det offentliggjort, at den danske klub AGF havde lejet Emil Nielsen i Rosenborg for 2015/16-sæsonen. Aftalen indeholdt en købsoption. Han var ramt af skader i lejeperioden og fik ikke så mange kampe, hvorfor AGF ikke udnyttede optionen, og Nielsen vendte tilbage til Rosenborg i sommeren 2016.

### FC Roskilde
Efter et svært ophold i Rosenborg BK havde Emil Nielsen brug for at komme hjem til Danmark. Det udnyttede hans gamle klub FC Roskilde. Så den 17. august 2016 blev det offentliggjort, at Emil Nielsen havde skrevet en 2-årig kontrakt med FC Roskilde i 1.division.

### Lyngby
Den 27. juni 2019 blev det offentliggjort, at Emil Nielsen skiftede til Lyngby Boldklub på en treårig aftale. Det blev samtidig en af de dyreste handler i historien, som FC Roskilde har lavet.